# Młoda kobieta siedząca przy wirginale
Młoda kobieta siedząca przy wirginale – obraz przypisywany Janowi Vermeerowi (autorstwo nie jest jednak pewne) i datowany na ok. 1670–1672.
Dzieło to zostało po raz pierwszy opublikowane w 1904 i przez kolejne lata powszechnie uznawane za obraz Vermeera. Po „sprawie van Meegerena” wyrażono co do tego wątpliwości i Młoda kobieta siedząca przy wirginale była pomijana zazwyczaj przez badaczy. A. B. de Vries w 1948 usunął ją ze swojego katalogu dzieł Vermeera. Nie znalazła się na wystawie dzieł Vermeera w 1960. W 1993 rozpoczęto szczegółowe, trwające 10 lat, badania obrazu, na podstawie których zaproponowano, by ponownie włączyć go do oeuvre Vermeera. W 2001 roku został wyeksponowany na wystawie Vermeer i szkoła z Delftu w National Gallery w Londynie.
7 lipca 2004 na aukcji w domu aukcyjnym Sotheby’s dzieło zostało sprzedane za 16 245 600 funtów (ok. 110 mln zł) przez spadkobierców barona Frédérica Rolina (zm. 2002); kupił je Steve Wynn z Las Vegas. W tym samym roku dzieło zostało ponownie sprzedane i zakupione przez nowojorską The Leiden Collection (inv./cat.nr JVe-100).